# 竹光桂子
竹光 桂子（たけみつ けいこ、1977年2月16日 - ）は、熊本県出身の女優。
趣味は猫を遊ぶ事。特技は日本舞踊。

## 出演作品

### テレビドラマ
- 土曜ドラマ / チャレンジド 第1話（2009年、NHK）
- なぎさ遺失物かんりじょ（2010年、NHKデジタルラジオ）
- MM9-MONSTER MAGNITUDE- 第3話（2010年、MBS） - 荒鷲洋子
- 金曜プレステージ / 塔馬教授の天才推理 第1作（2012年、フジテレビ）
- 仮面ライダー鎧武/ガイム 第8話（2013年、テレビ朝日） - 戒斗の母[2]
- 8.12日航機墜落30回目の夏（2014年、フジテレビ）
- 烈車戦隊トッキュウジャー 第43、45、47駅（2015年、テレビ朝日） - 泉恵子

### 映画
- AKIRAより（2002年）
- ひぐらしのなく頃に（ファントム・フィルム）
  - ひぐらしのなく頃に（2008年）
  - ひぐらしのなく頃に 誓（2009年）

### オリジナルビデオ
- 鎧武/ガイム外伝 仮面ライダーバロン （2015年、東映ビデオ） - 戒斗の母[2]